# Kirowa Woda
Kirowa Woda – dolny bieg Kościeliskiego Potoku płynącego Doliną Kościeliską w Tatrach Zachodnich. Według Wielkiej encyklopedii tatrzańskiej Kościeliski Potok zmienia nazwę na Kirową Wodę powyżej Kir, Wykaz wód płynących Polski uściśla: poniżej ujścia Miętusiego Potoku. Według tego wykazu Kirowa Woda jest dopływem Czarnego Dunajca.
W Kirach zamontowano na jej lewym brzegu limnigraf PIHM-u. Koryto wyżłobione jest we fliszu karpackim, tworzy rozległe kamieńce i boczne odnogi. Kirowa Woda płynie w mezoregionie geograficznym zwanym Rowem Kościeliskim, zbiera zaś wodę głównie z Tatr. Jedynym jej dopływem jest lewostronny Lejowy Potok. Uchodzi do Kirowej Wody w Roztokach (część Witowa).
Kirowa Woda ma długość 11,83 km. Całkowita zlewnia (łącznie ze zlewnią Kościeliskiego Potoku) wynosi 72,298 km². Uchodzi do Czarnego Dunajca w Roztokach, bardz oblisko od ujścia Przybylanki. Następuje to na wysokości około 880 m.
W jej kamieniskach i zaroślach nadpotokowych przed Roztokami, poniżej 900 m n.p.m. występuje tojad Kotuli, rzadki w Polsce subendemit karpacki.